# Lirum, larum Löffelstiel
Lirum, larum Löffelstiel, auch in der Schreibweise Lirumlarum Löffelstiel, ist ein altes Volkslied für Kinder. Es wurde erstmals 1808 von Clemens Brentano und Achim von Arnim in ihrer Sammlung alter Volkslieder, mit dem Titel Des Knaben Wunderhorn, aufgeschrieben.

## Volkslied
Die im Band 3 der Sammlung Des Knaben Wunderhorn abgedruckte Variante hat keine Noten, jedoch den Hinweis, dass das Lied gesungen wurde, „wenn die Kinder ihre heiße Suppe rühren.“

„Wenn die Kinder ihre heiße Suppe ruͤhren.
Lirum larum Löffelstiel,

Alte Weiber essen viel,

Junge müssen fasten,

Brod liegt im Kasten,

Messer liegt daneben,

Ey was ein lustig Leben!“

Spätere Sammelwerke überliefern eine Melodie, so etwa die in einem der Liedhefte Deutsche Volkslieder von Johann Lewalter von 1890–94 abgedruckte Variante.

## Abzählreim
Bereits 1931 wird ein Abzählreim mit demselben Titel angeführt. Als Abzählreim ist „Lirum, larum, Löffelstiel“ auch heute noch in Verwendung.

„Lirum, larum, Löffelstiel,

wer das nicht kann,

der kann nicht viel,

lirum, larum, leck,

und du bist weg.“

Auch andere Varianten sind bekannt, etwa eine aus der Zeit der DDR.

## Kochsendung des ZDF
Lirum, larum Löffelstiel – Ein Kinderkochkurs im ZDF war der Titel einer Kochsendung für Kinder, die ab Januar 1974 im ZDF gesendet wurde. Der Name der Sendung beruht auf dem Reim. Das Motto wurde leicht abgewandelt und lautete Lirum, larum Löffelstiel – wer das nicht kann, der kann nicht viel.
Im Studio wurden mehrere Kinder unter Aufsicht an das Kochen herangeführt. Auch über Gefahren wurden sie aufgeklärt.
Zur Sendung erschien ein gleichnamiges Kochbuch von Ingeborg Becker im Falken-Verlag. Das hellblaue Buch ist im Querformat gehalten und zeigt die Comicfigur eines Kochs, der per Fußtritt ein Ei in eine Pfanne befördert, die er in der rechten Hand hält. Es gibt mehrere gleichnamige Kochbücher und Bücher aus anderen Themenbereichen.
Außerdem erschien 1974 im Label Intercord eine mit Musik untermalte Kochkurs-LP. Franz Löffelstiel wurde gesprochen von Gerd Duwner; die Tontechnik übernahm Harold Faltermeyer.

## Weiteres
- Jutta Campe, Gisela Göllner-Kesting (Red.): Lirum, Larum, Löffelstiel – Ein „vollwertiges“ Kochbuch für zu Hause, in Gruppenstunden und auf Freizeiten. KJG Verlag, Düsseldorf 1988.